# Глэдстоун, Лили
Лили Пис Глэдстоун (англ. Lily Peace Gladstone; род. 2 августа 1986, Калиспелл, Монтана) — американская актриса индейского происхождения. Она дебютировала в фильме «Джимми Пикар: Психотерапия Индейца Равнин»(2012) и продолжила сотрудничество с режиссёром Келли Райхардт в независимых фильмах «Несколько женщин» (2016) и «Первая корова» (2019). Её роль Джейми — владелицы ранчо в фильме «Несколько женщин» принесла ей номинацию на премию «Независимый дух» за лучшую женскую роль второго плана. Глэдстоун продолжала появляться в эпизодах сериалов «Комната 104» от HBO (2017—2020), «Миллиарды» от Showtime (2019—2020) и «Псы резервации» от FX (2022). В 2023 году она сыграла Молли Бёркхарт в фильме Мартина Скорсезе «Убийцы цветочной луны». За эту роль она получила премию «Золотой глобус» и награду Американской Гильдии киноактёров, а также номинацию на «Оскар», став четвёртой представительницей коренных народов и первой коренной американкой, номинированной на награду Киноакадемии. А главная роль в сериале «Под мостом» (2024) принесла ей номинацию премии Эмми.

## Биография
Лили Глэдстоун родилась 2 августа 1986 года в городе Калиспелл, она происходит из рода черноногих и нимипу, так же известных как неперсе  выросла в резервации черноногих в Браунинге, штат Монтана. Семья девушки происходит от вождя Кайнаи, Сидящего Белого Быка, так же называемого Красным Вороном, англичане дали ему имя Джон Микахестоу. Она также является дальней родственницей премьер-министра Великобритании Уильяма Гладстона. Отец девушки Ховард Глэдстоун работает котельщиком на судопроизводстве, а мать Элизабетта Глэдстоун, учительница. Впервые Лили Глэдстоун проявила интерес к актерству в пятилетнем возрасте, когда ее выбрали на роль злобной сестры Золушки в детской постановке. А после окончания средней школы в пригороде Сиэтла, Маунтлейк-Террас, она поступила в Университет Монтаны, который окончила в 2008 году со степенью бакалавра искусств в области актёрского мастерства и режиссуры, а также второстепенной степенью в области индеанистики, участвовала в дипломных спектаклях. Лили Глэдстоун дебютировала в кино в фильме «Джимми Пикар Психотерапия Индейца Равнин» (2012). Затем она снялась в фильмах «Зима в крови» (2012) и «Плохое Сердце Бастера» (2016), прежде чем совершила карьерный прорыв ролью владелицы ранчо Джейми в художественном фильме Келли Райхардт «Несколько женщин». Эта роль принесла Глэдстоун премию Ассоциации кинокритиков Лос-Анджелеса за лучшую женскую роль второго плана и премию Бостонского общества кинокритиков за лучшую женскую роль второго плана. Она также была номинирована на премию «Независимый дух» за лучшую женскую роль второго плана и премию независимого кино «Готэм» за лучшую роль. У неё была небольшая роль в фильме Райхардта «Первая корова» 2019 года, а затем она сыграла одну из главных ролей (Молли Бёркхарт) в художественном фильме Мартина Скорсезе «Убийцы цветочной луны», где снималась вместе с Леонардо Ди Каприо, Джесси Племонсом, Бренданом Фрейзером и Робертом де Ниро. Прокат фильма начался в октябре 2023 года. Эта роль принесла актрисе премии «Золотой глобус», SAG и номинацию на «Оскар». Гладстоун стала четвёртой представительницей коренных народов и первой коренной американкой, выдвинутой на получение награды киноакадемии. Глэдстоун была в актёрской труппе Орегонского Шекспировского фестиваля в 2017 году и снялась в постановке Йельского репертуарного театра по опере Мэри Кэтрин Нэгл «Манахатта» в 2020 году.

## Фильмография

### Кинематограф
| Год  | Заголовок                                 | Роль                     | Примечания |
| ---- | ----------------------------------------- | ------------------------ | ---------- |
| 2012 | Джимми Пикар: Психотерапия Индейца Равнин | Первый Рассветный Луч    |            |
| 2013 | Зима в крови                              | Марлен                   |            |
| 2015 | Подземный                                 | Вереск                   |            |
| 2016 | Несколько женщин                          | Джейми                   |            |
| 2016 | Плохое сердце Бастера                     | Консьерж                 |            |
| 2017 | Выходя                                    | Лила                     |            |
| 2019 | Первая корова                             | Супруга Главного Фактора |            |
| 2020 | Свободная земля                           | Мара                     |            |
| 2020 | Два глаза                                 | Энола                    |            |
| 2022 | Неизвестная страна                        | Тана                     |            |
| 2023 | Причудливый танец                         | Джакс                    |            |
| 2023 | Убийцы цветочной луны                     | Молли Бёркхарт           |            |
| 2024 | Джаззи                                    | Тана                     |            |
| 2025 | Банкет на свадьбе                         | Ли                       |            |
| 2026 | Посвящение                                | Саманта                  |            |
| 2027 | Афера Томаса Крауна                       |                          |            |

### Телевидение
| Год       | Заголовок        | Роль             | Примечания              |
| --------- | ---------------- | ---------------- | ----------------------- |
| 2017      | Оскальпированный | Кэрол Ред Кроу   | Пилот                   |
| 2017      | Ускоренный курс  | Хозяйка          | 15 серий                |
| 2017-2020 | Комната 104      | Абигаль          | 2 серии                 |
| 2019-2023 | Миллиарды        | Роксана          | 4 серии                 |
| 2021      | Тука и Берти     | Механик          | Эпизод: «Механика птиц» |
| 2022      | Псы резервации   | Хокти            | 1 эпизод «Подношения»   |
| 2024      | Под мостом       | Камилла Бентланд | Главная                 |